# Gerhart Baum

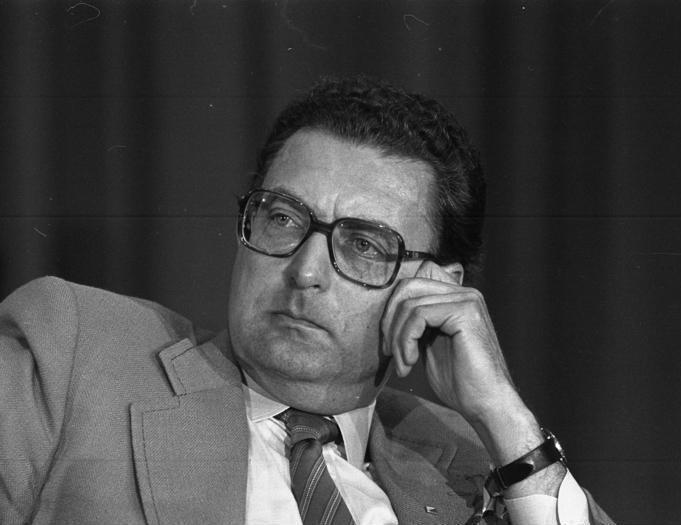
Gerhart Baum (1980)

Gerhart Rudolf Baum (* 28. Oktober 1932 in Dresden; † 15. Februar 2025 in Köln) war ein deutscher Politiker (FDP) und Rechtsanwalt.
Baum war von 1978 bis 1982 Bundesinnenminister in den Kabinetten Schmidt II und Schmidt III. Zuvor war er von 1972 bis 1978 Parlamentarischer Staatssekretär bei den damaligen Bundesinnenministern Hans-Dietrich Genscher und Werner Maihofer.
Auch nach seinem Ausscheiden aus der aktiven Politik galt Baum neben Sabine Leutheusser-Schnarrenberger als einer der letzten profilierten Vertreter des linksliberalen Freiburger Kreises der FDP.

## Leben

### Frühe Jahre, Beruf und Privates

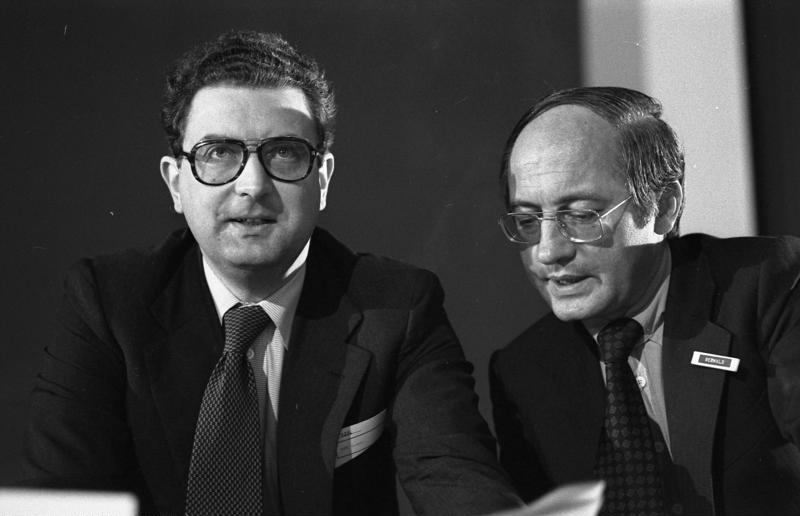
Baum (links) mit dem Parteisprecher Josef M. Gerwald auf dem FDP-Bundesparteitag 1976

Baums Familie stammte väterlicherseits aus Plauen im Vogtland, der Urgroßvater war Hufschmied und gründete ein Fuhrunternehmen. Bereits sein Großvater Rudolf Baum, der 1915 im Ersten Weltkrieg in Belgien als Soldat ums Leben kam, und sein Vater Werner Baum waren Rechtsanwälte in Dresden. Der Gesangspädagoge Günther Baum war sein Onkel.
Baums Mutter war Russin, in Moskau geboren, wo ihr in Charkow geborener Vater ein florierendes Textilunternehmen hatte; ihre Mutter war Polin und in Lodz geboren; im Revolutionsjahr 1917 floh ihre Familie aus Moskau. Als Zehnjähriger musste Baum zum Jungvolk, obwohl seine Mutter ihn gerne ferngehalten hätte. Als erst Zwölfjähriger wurde Baum zum Volkssturm gemustert, was sich aber nach der Bombardierung Dresdens in der Nacht vom 13. auf den 14. Februar 1945 erledigte: Seine Mutter floh mit ihren drei Kindern – Gerhart und seinen sechsjährigen Zwillingsgeschwistern – zunächst an den Tegernsee, wo Gerhart das Gymnasium Tegernsee besuchte. Prägender politischer Mentor wurde dort sein Lehrer Adolf Grote. 1950 zogen sie nach Köln um. Der Vater starb in sowjetischer Kriegsgefangenschaft.
Nach dem Abitur 1953 am Gymnasium Köln-Nippes (heutiges Leonardo-da-Vinci-Gymnasium) absolvierte Baum ein Studium der Rechtswissenschaft an der Universität zu Köln, das er 1957 mit dem ersten Staatsexamen beendete. Nach dem juristischen Vorbereitungsdienst machte er 1961 das zweite Staatsexamen. Von 1962 bis 1972 war er Mitglied der Geschäftsführung der Bundesvereinigung der Deutschen Arbeitgeberverbände (BDA). Nach zehn Jahren als Regierungsmitglied war er ab ca. 1983 wieder als Rechtsanwalt tätig, ab ca. 1990 neben Julius Reiter als Seniorpartner in der Kanzlei Baum, Reiter & Collegen in Düsseldorf und Berlin, die sich auf Anleger-, Verbraucher- und Datenschutz spezialisiert hat.
Baum hat die Opfer des Ramstein-Unglücks, die Angehörigen des Concorde-Unglücks und anderer Flugzeugunglücke wie dem von Lockerbie vertreten. Er war Anwalt der sowjetischen Zwangsarbeiter gegen die Bundesregierung und vertrat die Mehrzahl der Betroffenen der Loveparade-Katastrophe. Nach 1990 übernahm er Beratungsaufträge der Europäischen Kommission zur Erneuerung des Luftverkehrsrechts in Osteuropa. Gemeinsam mit Herta Däubler-Gmelin (SPD) leitete Baum 2008/09 die Ermittlungen zu den Datenskandalen bei der Deutschen Telekom und zur Datenschutzaffäre der Deutschen Bahn AG.
Im Sommer 2022 übernahm er das Mandat zur Vertretung der Hinterbliebenen der Opfer des Münchner Olympia-Attentats. Im Ergebnis der Verhandlungen erhielten jene Hinterbliebenen eine Anerkennungsleistung in Höhe von 28 Millionen Euro.
Baum, der evangelisch war, war in zweiter Ehe mit Renate Liesmann-Baum verheiratet, hatte drei Kinder aus erster Ehe und lebte in Köln und Berlin. Er veröffentlichte bis zu seinem Tod politische Publikationen und gelegentlich auch Gastbeiträge in Zeitungen, nahm häufig an Fernseh-Talkshows und anderen öffentlichen Diskussionen teil und schreckte dabei auch nicht vor Kritik an seiner Partei zurück.
Baum starb im Februar 2025 im Alter von 92 Jahren in der Kölner Universitätsklinik. Am 25. Februar 2025 fand eine öffentliche Trauerfeier mit mehreren Hundert Trauergästen und einer Gedenkrede von Sabine Leutheusser-Schnarrenberger in der ehemaligen Klosterkirche Heilig Kreuz in Köln statt. Er wurde auf dem Melaten-Friedhof neben seinem jüngeren Bruder Peter Baum (1938–2002) beigesetzt.

### Partei

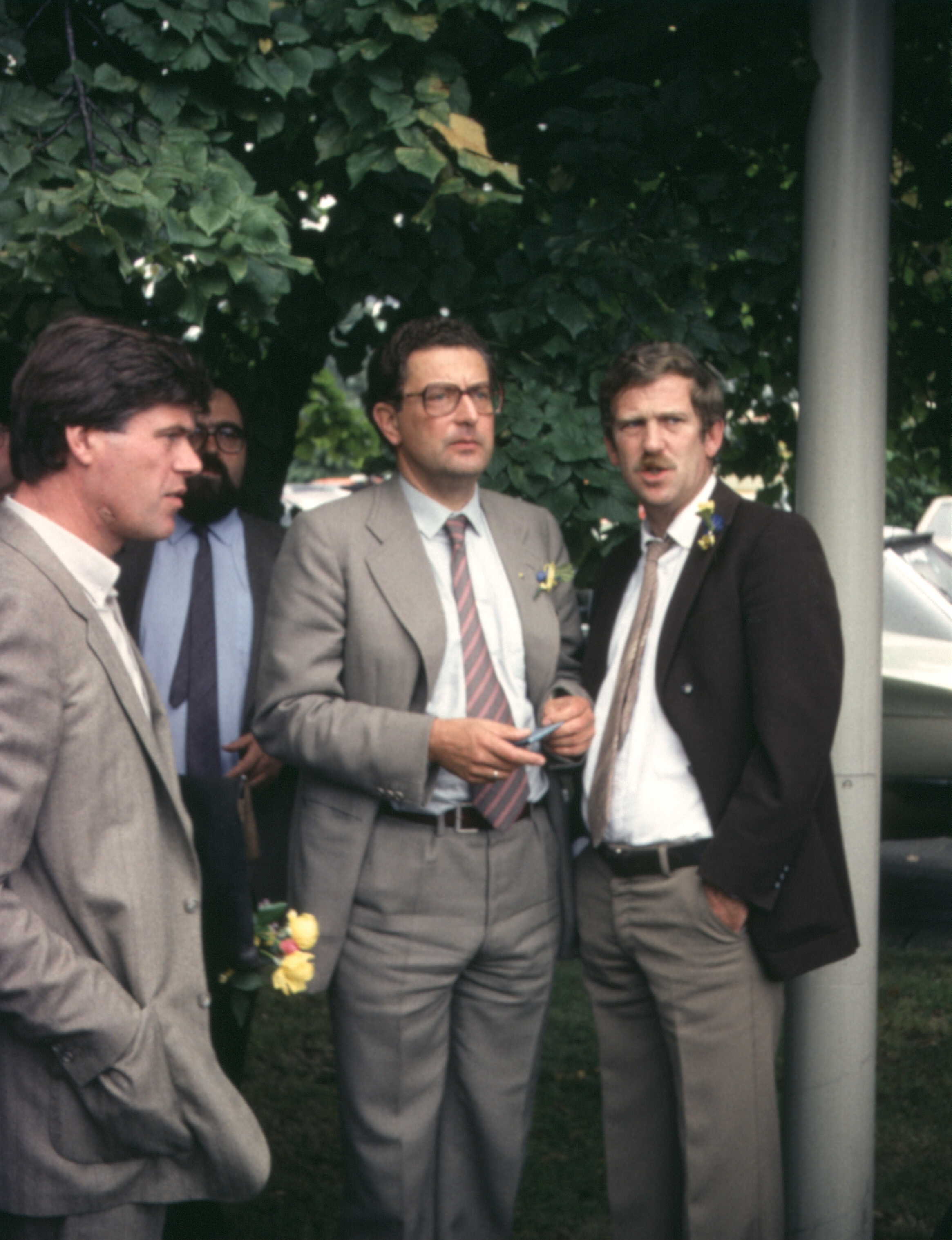
Baum (Mitte) am 30. August 1980 auf einer Wahlveranstaltung in Bonn zur Bundestagswahl 1980

Baum engagierte sich zunächst bei den Jungdemokraten, deren Bundesvorsitzender er von 1966 bis 1968 war. Dort trat er insbesondere für die Durchsetzung der Grundrechte und für eine neue Deutschland- und Ostpolitik in einer sozialliberalen Koalition ein.
Seit 1954 war er Mitglied der FDP. Von 1962 bis 1972 war er Kreisvorsitzender der FDP in Köln und von 1966 bis 1998 Mitglied im FDP-Bundesvorstand. Von 1970 bis 1990 gehörte er außerdem dem Landesvorstand der FDP Nordrhein-Westfalen an. Von 1978 bis 1991 war er Mitglied im FDP-Präsidium und von 1982 bis 1991 einer der stellvertretenden FDP-Bundesvorsitzenden.
Baum gehörte dem von ihm gegründeten linksliberalen Freiburger Kreis an, dessen Mitglieder sich auf die Grundsätze der Freiburger Thesen, das auf dem FDP-Bundesparteitag 1971 verabschiedete Parteiprogramm der FDP, berufen und der sich für den Schutz von Bürgerrechten einsetzt und deren Einschränkung durch staatliche Überwachungsmaßnahmen zu verhindern sucht.

### Abgeordneter
Von 1969 bis 1973 war er Mitglied im Rat der Stadt Köln und hier Vorsitzender der FDP-Fraktion. Von 1972 bis 1994 war er Mitglied des Deutschen Bundestages. Baum ist stets über die Landesliste Nordrhein-Westfalen in den Deutschen Bundestag eingezogen.
Im Archiv des Liberalismus der Friedrich-Naumann-Stiftung für die Freiheit in Gummersbach lagern umfangreiche Unterlagen vor allem über seine Tätigkeit als Mitglied des Deutschen Bundestages.

### Öffentliche Ämter

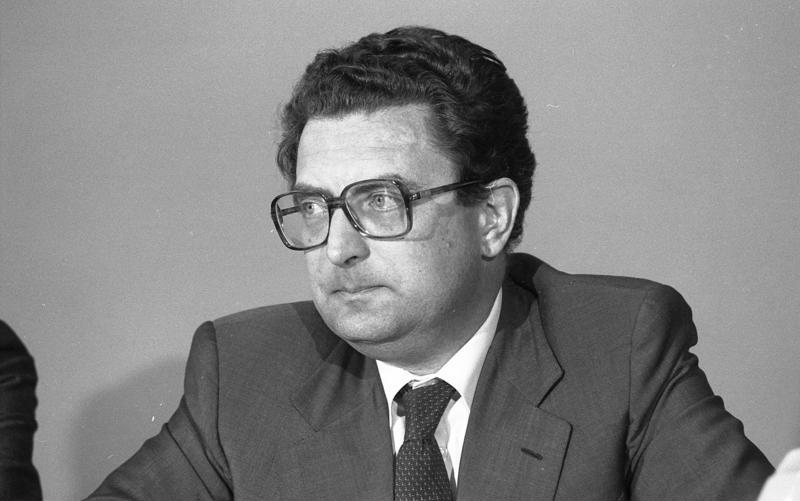
Baum als Bundesinnenminister (1979)

Am 15. Dezember 1972 wurde er als Parlamentarischer Staatssekretär beim Bundesminister des Innern in das Kabinett Brandt II berufen. Dieses Amt behielt er zunächst auch unter Bundeskanzler Helmut Schmidt. Nach dem Rücktritt von Werner Maihofer wurde er am 8. Juni 1978 zum Bundesminister des Innern ernannt. Während seiner Amtszeit als Innenminister führte Baum eine Liberalisierung des von allen Parteien eingeführten Radikalenerlasses herbei, indem er einen „Verzicht auf die Regelanfrage“ durchsetzte.
Als Bundesinnenminister bremste er in einer Phase „neuer Nachdenklichkeit“ den Übereifer der Strafverfolgungsbehörden, suchte den Dialog mit dem Umfeld der Terroristen (u. a. durch ein Spiegel-Gespräch mit dem RAF-Mitglied Horst Mahler) und förderte die politikberatende, sozialwissenschaftliche Ursachenforschung sowie die geistig-politische Auseinandersetzung mit dem Terrorismus. Als Innenminister hatte er seinerzeit auch die Zuständigkeit für Umweltpolitik (es gab noch kein separates Bundesministerium für Umwelt).
Als Innenminister war Baum für die Einführung der Sommerzeit in der Bundesrepublik Deutschland im April 1980 verantwortlich.
Nach dem Bruch der sozialliberalen Koalition trat er am 17. September 1982 zusammen mit den anderen FDP-Bundesministern zurück, kritisierte aber in einer Bundestagsrede die Art des Koalitionswechsels und sprach Bundeskanzler Schmidt nicht das Misstrauen aus.
Danach widmete er sich dem Menschenrechtsschutz. Von 1992 bis 1998 hatte er die Leitung der deutschen Delegation bei der UN-Menschenrechtskommission inne. Im Jahr 1993 leitete er die deutsche Delegation bei der UN-Weltkonferenz über Menschenrechte in Wien, die von Menschenrechtsverletzungen auf dem Balkan geprägt war. Anschließend war er für die UNO tätig, zum Beispiel von 2001 bis 2003 als UNO-Beauftragter für die Menschenrechte im Sudan.
Von 1969 bis 1977 gehörte er dem Beirat der Friedrich-Naumann-Stiftung an.

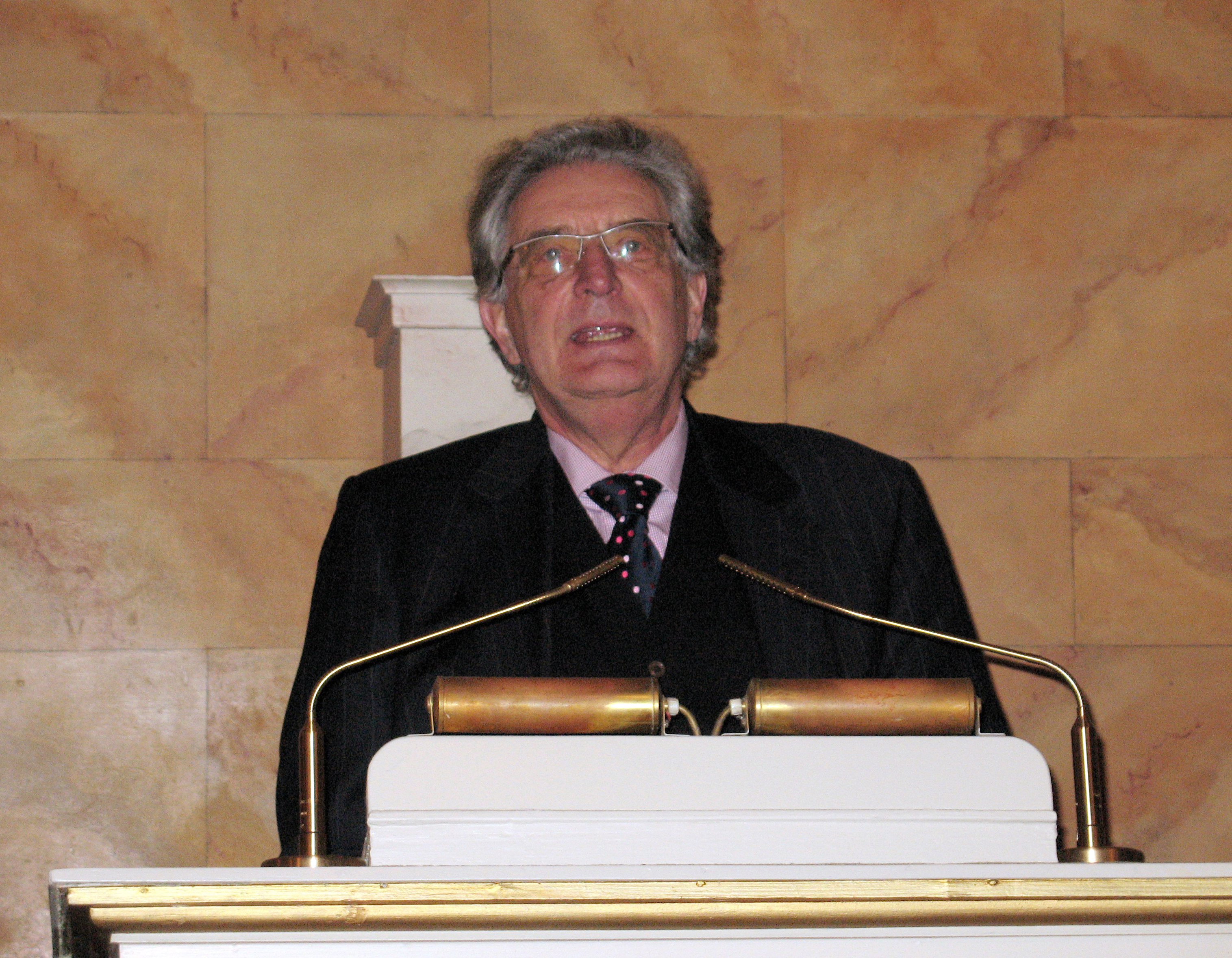
Gerhart Baum, 2008
bei der Verleihung des Humanismus-Preises an Leoluca Orlando in Göttingen

Er war Mitglied im Präsidium der Deutschen Gesellschaft für die Vereinten Nationen und in verschiedenen Gremien von Amnesty International und Human Rights Watch. Baum war Mitorganisator des jährlich vergebenen Dresden-Preises für internationalen Frieden.

### Verfassungsbeschwerden
Am 3. März 2004 entschied das Bundesverfassungsgericht (BVerfG) nach Verfassungsbeschwerde – unter anderem von Baum, neben Sabine Leutheusser-Schnarrenberger und Burkhard Hirsch –, dass große Teile des Gesetzes zur Bekämpfung der organisierten Kriminalität (Großer Lauschangriff) gegen die Menschenwürde verstoßen und deshalb verfassungswidrig sind. Baum erhoffte sich durch das Urteil auch eine Einschränkung der Telefonüberwachung, insbesondere bei Journalisten.
Auch mit einer weiteren Verfassungsbeschwerde (mit Burkhard Hirsch und weiteren vier Klägern) hatte er Erfolg. Das Luftsicherheitsgesetz wurde am 15. Februar 2006 vom Ersten Senat des BVerfG im zentralen Punkt für verfassungswidrig und nichtig erklärt. Ein Abschuss von Passagiermaschinen im Entführungsfall verstoße gegen das Grundgesetz, da dies weder mit dem Grundrecht auf Leben noch mit der Garantie der Menschenwürde vereinbar sei.
2008 hatte eine Verfassungsbeschwerde gegen die durch das nordrhein-westfälische Verfassungsschutzgesetz legalisierte Online-Durchsuchung ebenfalls Erfolg: Am 27. Februar 2008 wurde die betreffende Regelung für verfassungswidrig erklärt.
Eine Verfassungsbeschwerde gegen die im November 2007 beschlossene Vorratsdatenspeicherung, bei der Baum einer der vielen Beschwerdeführer war, hatte ebenfalls Erfolg. Das Bundesverfassungsgericht entschied am 2. März 2010, dass die Vorratsdatenspeicherung zwar nicht grundsätzlich mit dem Grundgesetz unvereinbar sei, die damalige gesetzliche Regelung aber nicht verhältnismäßig und somit verfassungswidrig war. Die betreffenden Paragraphen des Telekommunikationsgesetzes sowie der Strafprozessordnung wurden für nichtig erklärt und die bereits erhobenen Daten sollten, sofern sie nicht durch die Telekommunikationsanbieter für interne Abrechnungen benötigt wurden, gelöscht werden.
Baum vertrat zusammen mit den Rechtsanwälten Burkhard Hirsch und Peter Schantz mehrere Berufsgeheimnisträger (u. a. die Journalisten Michael Naumann und Christoph Maria Fröhder und den Rechtsanwalt Ulrich Schellenberg) gegen verschiedene Regelungen des BKA-Gesetzes, die unter anderem das Vertrauensverhältnis zwischen Ärzten, Psychotherapeuten, Rechtsanwälten und Journalisten mit ihren Patienten, Mandanten und Informanten stark einschränken. Auch diese Verfassungsbeschwerde war erfolgreich. Das Bundesverfassungsgericht erklärte die meisten dieser Regelungen des Bundeskriminalamtgesetzes, die als Unterabschnitt 3a durch das „Gesetz zur Abwehr von Gefahren des internationalen Terrorismus durch das Bundeskriminalamt“ vom 25. Dezember 2008 mit Wirkung zum 1. Januar 2009 eingefügt wurden, für verfassungswidrig.

### Weiteres politisches Engagement
Baum äußerte sich mehrmals öffentlich zu den Wahlerfolgen der Alternative für Deutschland (AfD). Seiner Einschätzung nach gibt es seit Jahren vor allem in Teilen des Bürgertums eine „Unterströmung rechtsextremistischer Verführung“. Die AfD sei ein Signal, dass viele Menschen sich von der Demokratie entfernt hätten, skeptisch seien und zum Teil diese Demokratie und ihre Regeln verachteten. Aus seiner Sicht sei dies „die größte, stärkste und gefährlichste Bedrohung unserer Demokratie seit 1945“. Die alten Nazis, so wie er sie gekannt habe, seien wieder da.

### Kulturelles Engagement
Als Innenminister setzte sich Baum für die Verbesserungen der Rahmenbedingungen für Kunst und Kultur ein, darunter auch für die Neue Musik. Baum wandte sich 1996 gegen den geplanten Entzug der Förderung des SWR der Donaueschinger Musiktage, des wichtigsten Musikfestivals für Neue Musik, durch den Intendanten Peter Voß. 2004 setzte er sich für das weitere Bestehen des SWR Vokalensemble Stuttgart ein, das in der Fachwelt zu den besten Chören der Welt gezählt wurde. Baum war Mitglied im Kuratorium der „Donaueschinger Musiktage“, im Vorstand der Kölner Ausstellungshalle „Fuhrwerkswaage“ und unterstützte 2005 die umstrittene RAF-Ausstellung in den Kunst-Werken Berlin. Am 1. Juli 2005 wurde er zum Vorsitzenden des Kulturrates NRW in Köln gewählt. Aus Altersgründen stellte er sich als Vorsitzender am 6. Juni 2023 nicht erneut zur Wahl. Baum war von 2013 bis 2015 Vorsitzender des Aufsichtsrats des Suhrkamp Verlags.
Baum zählte zu den Initiatoren der Charta der Digitalen Grundrechte der Europäischen Union, die Ende November 2016 veröffentlicht wurde.

## Gerhart und Renate Baum-Stiftung
Gemeinsam mit seiner Frau gründete er die Gerhart und Renate Baum-Stiftung, die seit 2016 einen mit 10.000 Euro dotierten Menschenrechtspreis vergibt. Zu den bisherigen Preisträgern zählen 2016 Women in Exile (eine Initiative geflüchteter Frauen), 2019 Ahmad Mansour, 2021 Maryja Kalesnikawa, 2022 Katja Petrowskaja und 2024 die Frauenrechtsorganisation Hami Women Empowerment Organisation. 2025 wurde nach seinem Tod der alle zwei Jahre vergebene Preis in Gerhart Baum Menschenrechtspreis umbenannt.

## Auszeichnungen

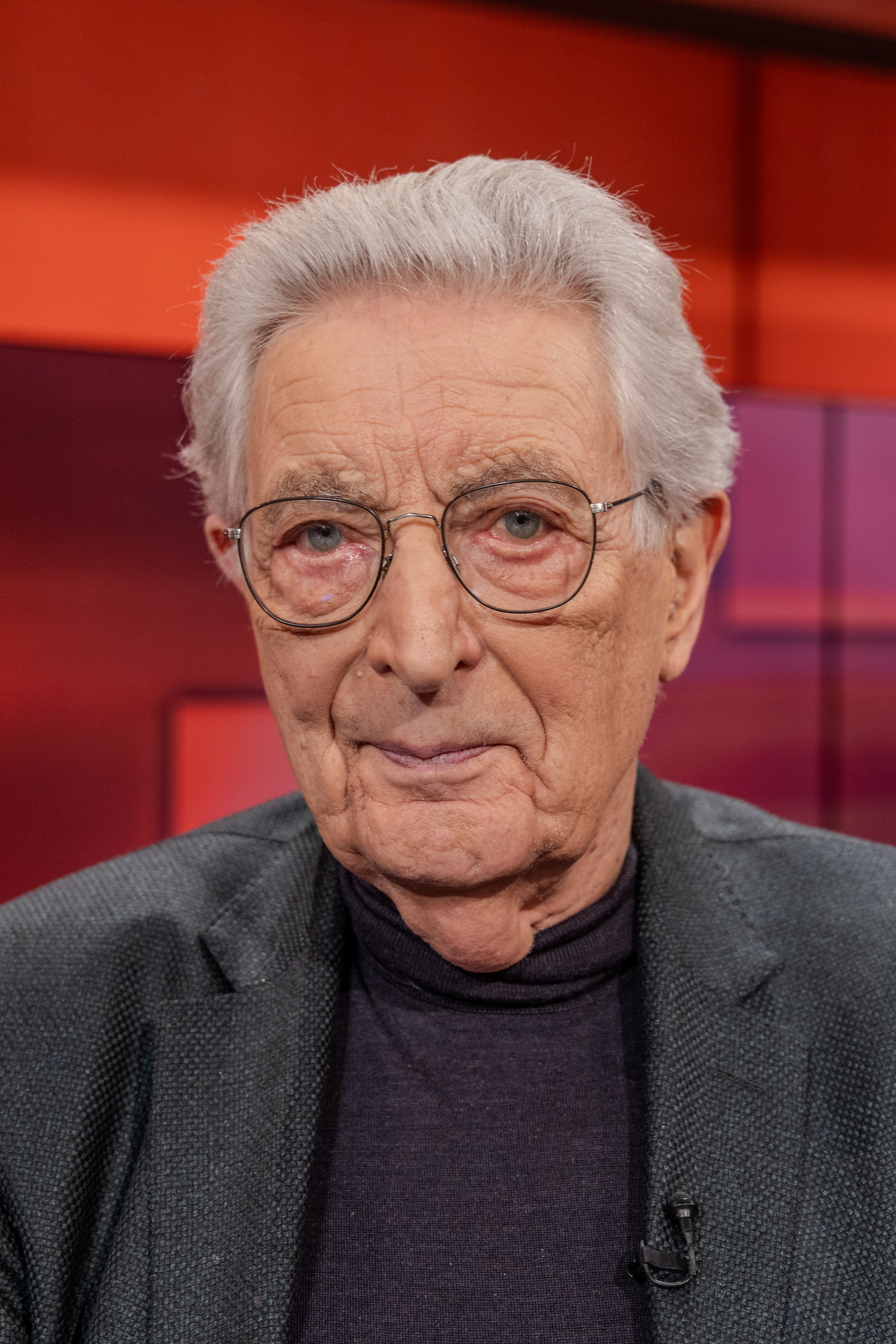
Gerhart Baum, 2023

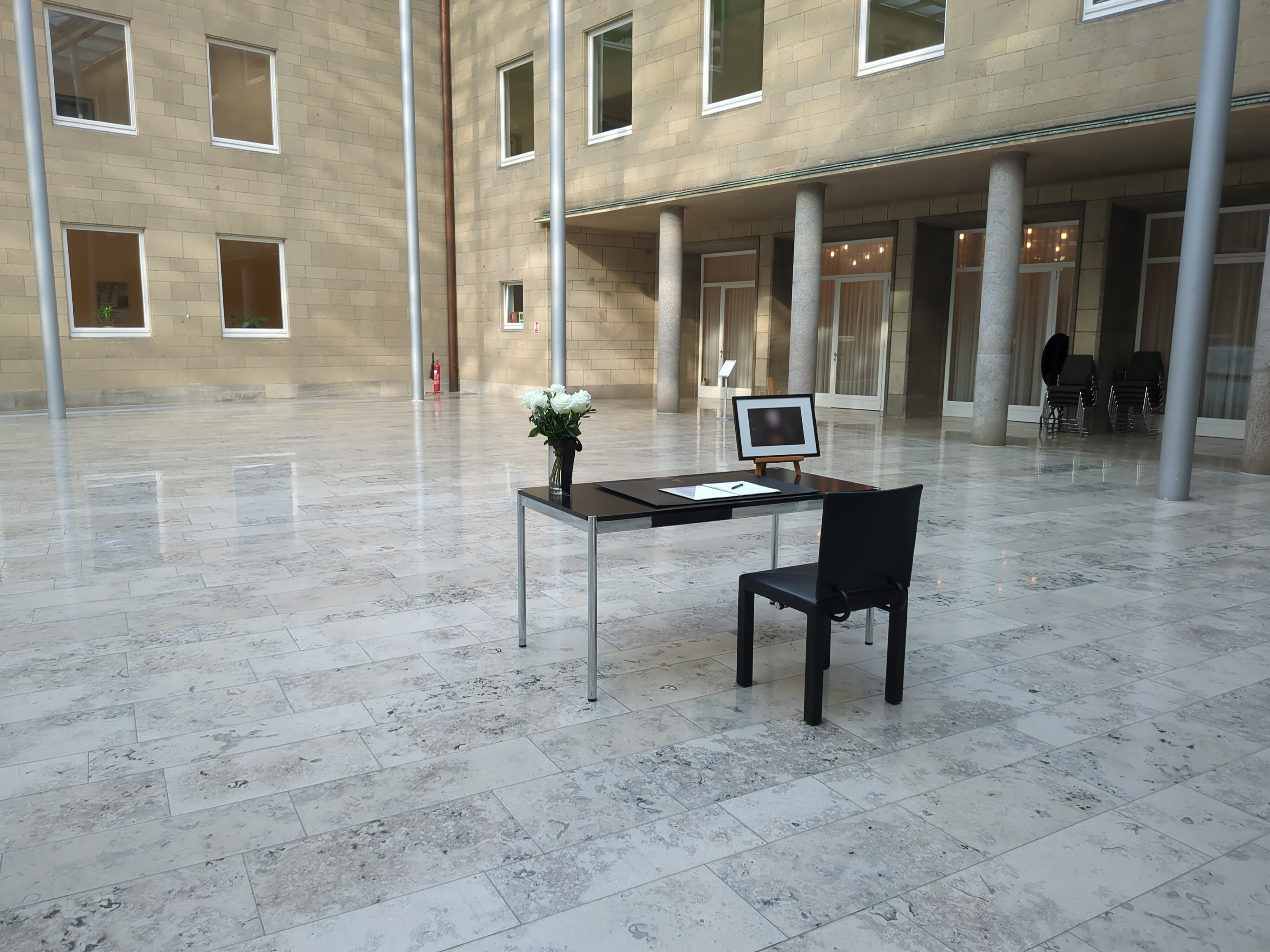
Rathaus Köln, Spanischer Bau, Kondolenzbuch, Februar 2025

Baum erhielt 1980 das Große Verdienstkreuz der Bundesrepublik Deutschland. 2008 wurde er „wegen seines unermüdlichen Engagements zur Stärkung und Sicherung der Bürger- und Freiheitsrechte“ mit dem Theodor-Heuss-Preis ausgezeichnet. 2006 wurde er von der Verlagsgruppe markt intern und kooperierenden Verbänden zum Kustos des mittelständischen Unternehmertums ernannt. 2009 erhielt er den Erich-Fromm-Preis wegen seines Eintretens für die Menschenrechte und die im Grundgesetz verbürgten Grund- und Freiheitsrechte sowie in Anerkennung für sein „mutiges Vorgehen gegen ein unverhältnismäßiges Sicherheitsstreben […] das in Wirklichkeit die ‚Furcht vor der Freiheit‘ (Erich Fromm) verstärkt und das Vertrauen in die Freiheitsrechte zerstört.“
2010 erhielt Baum den Giesberts-Lewin-Preis der Kölnischen Gesellschaft für Christlich-Jüdische Zusammenarbeit, weil er „sein ganzes Leben hindurch als Jurist, als Politiker und Publizist für die universelle Geltung der Menschenrechte, für die Bedeutung individueller Freiheitsrechte und für aktive Toleranz im Zusammenleben der Völker zum Beispiel bei den Vereinten Nationen, erfolgreich gearbeitet“ hat. 2012 wurde ihm gemeinsam mit Bernd Wagner von der Arnold-Freymuth-Gesellschaft der „Arnold-Freymuth-Preis“ für Zivilcourage und Verdienste um den demokratischen Rechtsstaat verliehen. Am 10. September 2012 erhielt Baum die Silberne Stimmgabel des Landesmusikrats Nordrhein-Westfalen für seine Verdienste um das Musikleben des Landes NRW.
Baum war Träger der Ehrennadel des Deutschen Komponist:innenverbandes. 2013 wurde Baum das dritte Ehrenmitglied der Kulturpolitischen Gesellschaft (KuPoGe). Damit wurde sein kultur- und gesellschaftspolitisches Engagement gewürdigt.
Am 24. Februar 2014 wurde Baum mit dem Ehrenring des Rheinlandes für seinen jahrzehntelangen Einsatz für Bürger- und Menschenrechte ausgezeichnet. Der Laudator Jürgen Wilhelm bezeichnete Baum als „Missionar des Rechtsstaates“. Der Ehrenring des Rheinlandes wird vom Landschaftsausschuss des LVR vergeben, „um die herausragende Bedeutung der regionalen Selbstverwaltung in einem wachsenden Europa zu würdigen“.
Am 23. August 2017 erhielt Gerhart Baum den Verdienstorden des Landes Nordrhein-Westfalen.
2019 erhielt Baum den Kulturgroschen des Deutschen Kulturrats, und 2021 wurde ihm der Hauptpreis des Marion Dönhoff Preises zuerkannt. 2022 erhielt Baum für herausragende Verdienste auf dem Gebiet der Literaturförderung den Literaturtaler 2022.
Im Jahr 2023 erhielt Baum die Goldene Sonne für sein politisches Lebenswerk sowie für seinen Kampf um Menschenrechte die Alternative Kölner Ehrenbürgerschaft verliehen.
Am 19. Juli 2023 erhielt Baum von Bundespräsident Frank-Walter Steinmeier das Große Verdienstkreuz mit Stern der Bundesrepublik Deutschland. Ende Januar 2024 wurde Baum für seinen unermüdlichen Einsatz für die Menschenrechte von der Rechtswissenschaftlichen Fakultät der Universität zu Köln die Ehrendoktorwürde verliehen.

## Kabinette
- Kabinett Brandt II
- Kabinett Schmidt I
- Kabinett Schmidt II
- Kabinett Schmidt III

## Filme
- alpha Forum. Gerhart Rudolf Baum. Gespräch, Deutschland, 2009, 43 Min., Moderation: Susanne Zimmer, Produktion: BR-alpha, Erstsendung: 16. Februar 2010, Inhaltsangabe mit Gesprächstext.
- Wir wollten die Republik verändern. Der Liberale Gerhart Baum. Dokumentarfilm, Deutschland, 2012, 45 Min., Buch und Regie: Bettina Ehrhardt, Produktion: bce films & more, WDR, Erstsendung: 26. Oktober 2012 im WDR, Inhaltsangabe (Memento vom 21. Mai 2013 im Internet Archive) mit online-Video.
- Wie gehts eigentlich Gerhart Baum? Dokumentarfilm, Deutschland, 2013, 29:15 Min., Buch und Regie: Birgitta Weber, Produktion: SWR, Reihe: Wie geht’s eigentlich? Erstsendung: 17. Februar 2013 im SWR, Inhaltsangabe von ARD und online-Video.

## Veröffentlichungen (Auswahl)
- mit Jochen Bölsche (Hrsg.): Der Weg in den Überwachungsstaat. Mit neuen Dokumenten und Stellungnahmen von Gerhart Baum. Rowohlt, Reinbek 1979, ISBN 3-499-14534-0.
- mit Axel Jeschke und Wolfgang Malanowski (Hrsg.): Der Minister und der Terrorist. Gespräche zwischen Gerhart Baum und Horst Mahler. Rowohlt, Reinbek 1980, ISBN 3-499-33001-6.
- mit Rudolf L. Schreiber (Hrsg.): Arche Noah 2000. Unsere Umwelt braucht unsere Hilfe. Pro Natur-Verlag, Stuttgart 1982, ISBN 3-88582-002-1.
- Deutsche Innenpolitik. Der Staat auf dem Weg zum Bürger. Econ Verlag, Düsseldorf/Wien 1980.
- Privatisierung. Gewinn für wen? godesberger taschenbuch-verlag, Bonn 1980.
- Technisierte Verwaltung. Entlastung oder Entfremdung des Menschen? godesberger taschenbuch-verlag, Bonn 1980.
- Gewalt von rechts. Beiträge aus Wissenschaft und Publizistik. Hrsg. vom Referat Öffentlichkeitsarbeit gegen Terrorismus im Bundesministerium des Innern. Bonn 1982, ISBN 3-9800235-2-4.
- mit Peter Juling: Auf und Ab der Liberalen von 1848 bis heute. Bleicher, Gerlingen 1983, ISBN 3-88350-007-0.
- Menschenrechtsschutz in der Praxis der Vereinten Nationen. Nomos, Baden-Baden 1998, ISBN 3-7890-5746-0.
- Die Grundrechte im Spannungsverhältnis von Sicherheit und Freiheit. In: Caroline Y. Robertson-von Trotha (Hrsg.): 60 Jahre Grundgesetz. Interdisziplinäre Perspektiven (= Kulturwissenschaft interdisziplinär/Interdisciplinary Studies on Culture and Society. Band 4), Nomos, Baden-Baden 2009, ISBN 978-3-8329-4865-8, S. 143–156.
- Rettet die Grundrechte! Bürgerfreiheit contra Sicherheitswahn – Eine Streitschrift. Kiepenheuer & Witsch, Köln 2009, ISBN 978-3-462-03980-1.
- Abkassiert. Die skandalösen Methoden der Finanzbranche. Rowohlt, Berlin 2009, ISBN 978-3-498-00662-4.
- Die Finanzkrise und ihre Folgen für die Bevölkerung. Anforderungen an einen verbesserten Verbraucherschutz. In: Caroline Y. Robertson-von Trotha (Hrsg.): Herausforderung Demokratie. Demokratisch, parlamentarisch, gut? (= Kulturwissenschaft interdisziplinär/Interdisciplinary Studies on Culture and Society. Band 6). Nomos, Baden-Baden 2011, ISBN 978-3-8329-5816-9, S. 163–180.
- Meine Wut ist jung. Bilanz eines politischen Lebens. Im Gespräch mit Matthias Franck. Kösel, München 2012, ISBN 978-3-466-37057-3.
- mit Burkhard Hirsch: Der Baum und der Hirsch. Deutschland von seiner liberalen Seite. Propyläen, Berlin 2016, ISBN 978-3-549-07471-8.
- Freiheit. Ein Appell. Benevento, Elsbethen 2021, ISBN 3-7109-0124-3.
- Menschenrechte. Ein Appell. Benevento, Elsbethen 2022, ISBN 978-3-7109-0158-4 (Rezension von Christiane Grefe).[59]
- Besinnt Euch! Das Vermächtnis eines großen Liberalen (= suhrkamp Taschenbuch. Band 5498). Suhrkamp, Frankfurt am Main 2025, ISBN 978-3-518-47498-3 (postum; mit Uli Kreikebaum und einem Vorwort von Renate Liesmann-Baum[60]).

Zeitschriftenbeiträge
- mit Sebastian Cobler: Über den vorauseilenden Gehorsam. Gespräch mit dem Vorgänger Gerhart Baum. In: transatlantik. 1983, Nr. 11, S. 44–47.
- Menschenrechtspolitik ist immer Einmischung. Eine internationale Bestandsaufnahme. In: vorgänge. 43, Nr. 2, 2004, S. 5–13.
- Die Hölle auf Erden beenden. Die Lage in Sudan gebietet Einmischung. In: Vereinte Nationen. Zeitschrift für die Vereinten Nationen und ihre Sonderorganisationen. 53, Nr. 2, 2005, S. 46 ff. ISSN 0042-384X.
- Ich hätte früher aussteigen sollen! Gerhart Rudolf Baum. In: Wolfgang Bittner, Mark vom Hofe (Hrsg.): Ich mische mich ein. Markante deutsche Lebensläufe. Horlemann, Bad Honnef 2006, ISBN 978-3-89502-222-7.
- mit Peter Schantz: Die Novelle des BKA-Gesetzes – Eine rechtspolitische und verfassungsrechtliche Kritik. In: Zeitschrift für Rechtspolitik 2008, S. 137 ff.